# Contrato Marco de Operaciones Financieras
El CMOF o Contrato Marco de Operaciones Financieras es un contrato que regula las condiciones que regirán un contrato de Derivados financieros. El contrato está previsto para la legislación española. Se compone de un contrato marco y varios anexos.
La importancia de establecer unas condiciones marco en la negociación de este tipo de productos proviene de la bilateralidad de los contratos OTC, es decir, que no se negocian en un mercado organizado con reglas específicas.
Existe una versión creada por ISDA de uso común por las instituciones financieras.